# Amt Altenwied (Nassau)
Das nassauische Amt Altenwied war eine Verwaltungseinheit, die von 1806 bis 1815 im Herzogtum Nassau bestand. Der Verwaltungssitz war in Asbach im Westerwald, es war zunächst einer „Administrations-Kommission“ zu Wiesbaden und ab 1809 dem Regierungsbezirk Ehrenbreitstein unterstellt. Das Amt umfasste die Kirchspiele Asbach, Neustadt und Windhagen und gliederte sich in zwölf Honnschaften, zu denen etwa 140 Dörfer und Weiler gehörten.

## Geschichte
Das Gebiet des nassauischen Amtes Altenwied war bis zum Beginn des 19. Jahrhunderts Teil des Kurfürstentums Köln und wurde 1803 aufgrund des Reichsdeputationshauptschlusses zunächst dem Fürsten zu Wied-Runkel zugesprochen. Nach der Errichtung des Rheinbundes ging das Gebiet an das Herzogtum Nassau. Nassau übernahm für die Ämter Altenwied, Linz und Neuerburg im Wesentlichen die vorherigen kurkölnischen Verwaltungsstrukturen. Die ursprünglich zum Amtsbezirk Altenwied gehörende Herrschaft Burglahr (Lahrer Herrlichkeit) war schon 1803 Nassau-Usingen und dem Amt Linz zugeordnet worden.
Da das ursprünglich kurkölnische Amt Altenwied zuletzt (1803–1806) dem Fürsten zu Wied-Runkel gehört hatte, war es Teil der standesherrlichen „Souveränitätslande“ innerhalb des Herzogtums Nassau, zur Verwaltung dieser Souveränitätslande wurde in Wiesbaden eine eigene „Administrations-Kommission“ eingerichtet. Zum 1. November 1809 wurde das Amt Altenwied im Rahmen einer Umorganisation der Verwaltung dem Regierungsbezirk Ehrenbreitstein zugewiesen. Hinsichtlich kommunaler Angelegenheiten unterstand das Amt Altenwied der fürstlich-wied-runkelischen Regierung in Dierdorf.
Nach den Beschlüssen auf dem Wiener Kongress (1815) wurde das Gebiet an das Königreich Preußen abgetreten und das Amt Altenwied aufgelöst. Unter der preußischen Verwaltung wurden 1816 aus den Kirchspielen Asbach und Windhagen die Bürgermeisterei Asbach und aus dem Kirchspiel Neustadt die Bürgermeisterei Altenwied gebildet, die dem Standesherrlichen Gebiet des Kreises Neuwied im Regierungsbezirk Koblenz zugeordnet wurden.
Das Kirchspiel Neustadt gehörte kirchlich ursprünglich zum Erzbistum Trier, während der nassauischen Regierung zum trierischen Generalvikariat zu Limburg, aus dem später das Bistum Limburg entstand. 1821 wurde das Kirchspiel Neustadt wieder dem neu errichteten Bistum Trier zugeordnet. Die Kirchspiele Asbach und Windhagen gehörten zum Erzbistum Köln. Die Zuordnung der Ortschaften zu den Bistümern Trier und Köln besteht bis heute.

## Ortschaften
Gliederung des Amtes Altenwied (Ortsnamen in der damaligen Schreibweise):
| Kirchspiel | Honnschaft           | Ortschaften |
| ---------- | -------------------- | --- |
| Asbach     | Elsaff               | Asbach (Kirchdorf), Bennau, Büsch, Diepenseifen, Drinhausen, Germscheid, Heck, Hoven, Köttingen, Krummenast, Limberg, Meyersseifen, Muss, Oberelles, Pees, Rauenhahn, Rindhausen, Sauerwiese, Schluden, Unterelles, Wahl und Walgenbach. |
| Asbach     | Griesenbach          | Elles, Griessenbach, Irmroth, Mend, Oberscheid, Schelberg, Übersehns und Wallau. |
| Asbach     | Krautscheid          | Buchholz, Büllesbach (heute Kölsch-Büllesbach), Dammig, Hammelshahn, Jungeroth, Krautscheid, Neichen, Priestersberg, Seifen, Solscheid, Walroth und Wartenbruch.                                                                         |
| Asbach     | Limbach              | Dittscheid, Graben, Hurtenbach, Hussen, Krumbach, Limbach, Löhe, Parscheid, Sessenhausen, Wester und Zur Heide. |
| Asbach     | Schöneberg           | Altenburg, Altenhofen, Dinspel, Ehrenstein, Heide, Hinterplag, Kallscheid, Kronkel, Krumscheid, Niedermühlen, Oberplag, Reeg, Schöneberg, Strassen, Thelenberg, Tiefenau und Wilsberg.                                                   |
| Neustadt   | Bertenau             | Alte Hütte, Bertenau, Borscheid, Dasbach, Eilenberg, Fernthal, Funkenhausen, Hombach, Jungfernhof, Manroth, Neschen und das Kirchdorf Neustadt.                                                                                          |
| Neustadt   | Bühlingen            | Brüchen, Bühlingen, Ehrenberg, Etscheid (Kapellenort), Krummenau, Nieder-Etscheid, Ober-Etscheid, Prangenberg, Rüddel, Vogtslag und Wasemsfeld.                                                                                          |
| Neustadt   | Elsaff im Thale Wied | Altenwied, Dinkelbach, Heide (heute Rotterheide), Kodden, Mittelelsaff, Oberelsaff, Rott, Steeg, Unterelsaff, Wahrenberg, Wied, Wiedmühle und Wölsreeg.                                                                                  |
| Neustadt   | Lorscheid            | Homscheid, Kalenborn, Kau, Lorscheid, Noscheid (Lorscheider Teil von Notscheid), Steinshardt, Strödt, Vettelschoss und Willscheid. |
| Neustadt   | Rahms                | Ammerich, Gerhardshahn, Niederhoppen, Oberhoppen, Paffhausen, Rahms, Scharenberg, Strauscheid und Weissenfels. |
| Windhagen  | Rederscheid          | Frohnen, Günderscheid, Hallerbach, Hohn, Köhlershohn, Rederscheid und Schweifeld. |
| Windhagen  | Windhagen            | Birkenseifen, Hecken, Hüngsberg, Johannisberg, Niederwindhagen, Oberwindhagen, Stockhausen und der Kirchort Windhagen |